# Isaac de la Peyrère
Isaac de la Peyrère (Bordeus, 1596 - Aubervilliers, 1676) va ser un teòleg que defensava la teoria preadamita, és a dir, que la humanitat va existir prèviament a Adam, que és el primer home moral. Aquesta teoria explicava l'aparició de certs personatges a la Bíblia que no descendeixen de la genealogia original i diferenciava l'ésser humà com a espècie del poble escollit. Les seves idees van influir en Baruch Spinoza.